# FC Inter de Milà
El Futbol Club Inter de Milà (oficialment Football Club Internazionale Milano, comunament anomenat Internazionale (pronunciat [ˌinternattsjonaːle]) o simplement Inter és un club de futbol de la ciutat de Milà (Itàlia). Va ser fundat el 9 de març de 1908 sota el nom de Foot-Ball Club Internazionale Milano per quaranta-quatre dissidents del Milan Cricket & Football Club, actual AC Milan, que en aquest temps no acceptava estrangers en les seves files.
L'Inter juga com a local a l'Estadi Giuseppe Meazza (també conegut pel seu antic nom, San Siro) des de 1947, i el comparteix amb l'AC Milan. Els colors que identifiquen a l'equip són el blau amb el negre, i han estat utilitzats en els colors del seu uniforme des de 1908. Els seus rivals tradicionals són l'AC Milan, amb el qual disputa el Derbi de Milà (conegut popularment a Itàlia com el Derby della Madonnina), i la Juventus FC, amb qui s'enfronta en el denominat Derbi d'Itàlia.
És un dels clubs més reeixits i amb major renom històricament d'Itàlia, d'Europa i del món. L'Inter és el segon club més reeixit del futbol italià, amb 37 títols a nivell local (20 lligues, 9 copes i 8 supercopes), sent només superat per la Juventus. A nivell internacional ha aconseguit proclamar-se campió tres vegades tant de la Copa de la UEFA com de la Lliga de Campions de la UEFA (en les temporades 1963/64, 1964/65 i 2009/10), després de la qual cosa va obtenir en les posteriors ocasions la Copa Intercontinental (posterior Copa Mundial de Clubs de la FIFA). És l'únic equip que ha participat en totes les edicions de la Serie A, competició instaurada l'any 1929. Fins al 2006 compartia aquest honor amb la Juventus, que després del Calciopoli va ser descendit administrativament a la Serie B. Un fet a destacar és que l'Inter és el primer i únic equip italià que ha aconseguit un triplet (tres títols en una mateixa temporada), en proclamar-se campió de la Serie A, Copa d'Itàlia i Lliga de Campions de la UEFA en la temporada 2009/10, a més d'aconseguir un quintuplet (guanyant també la Supercopa d'Itàlia i el Mundial de Clubs), aconseguint aquesta fita el 2010.
D'acord amb les estadístiques realitzades per la Federació Internacional d'Història i Estadística de Futbol (IFFHS), l'Inter és el tercer millor equip italià i sisè millor d'Europa del segle xx, i el millor club italià i el cinquè millor del futbol europeu del segle xxi. A més d'estar situat en el sisè lloc de la classificació històrica del rànquing mundial de clubs, on es triaven als millors clubs del món des de l'1 de gener de 1991 fins al 31 de desembre de 2009. Cal destacar també que segons la classificació anual de clubs realitzada per la mateixa entitat, ha estat el millor equip del futbol mundial en els anys 1998 i 2010.
L'equip és el catorzè més valuós del món, en tenir un valor de 401 milions $, d'acord amb la revista Forbes. És un dels clubs més populars del món, ja que segons un estudi realitzat el 2010, l'Internazionale és el vuitè club amb més seguidors d'Europa. I d'acord amb una enquesta elaborada per l'Institut Estadístic Demos en el mes de setembre de 2012, del total d'afeccionats al futbol a Itàlia, l'Inter és el tercer club amb major quantitat d'afeccionats, després de la Juventus i l'AC Milan, amb el 14,5% del total. També cal destacar que el club va formar part com a membre fundador de l'Associació de Clubs Europeus (antic G-14), grup compost pels catorze clubs més poderosos i influents tant econòmicament com esportivament d'Europa.

## Història
El Football Club Internazionale Milano va néixer el 9 de març de 1908 després d'una escissió del Milan Cricket and Football Club. Des dels seus inicis el club s'obrí als jugadors forans en contraposició al Milan on dominaven els italians. L'any 1910 guanyà el seu primer campionat i el 1920 el segon. El 1928 s'uní al US Milanese, un club que ja practicava el futbol des del 1903, i el nou club passà a anomenar-se SS Ambrosiana. Dos anys més tard passa a dir-se AS Ambrosiana i durant el període 1932-1942 rebé el nom d'Ambrosiana-Inter, recuperant, acabada la Segona Guerra Mundial el seu nom original. Els títols continuaren arribant, 1930, 1938, 1940.
Els seus millors moments els visqué als anys 60. Després de les dues lligues dels cinquanta (1953, 1954), el club que fou conegut amb el sobrenom de Grande Inter guanyà tres lligues més (1963, 1965, 1966) i dues Copes d'Europa (1964 i 1965), amb jugadors com Luis Suárez, Giacinto Facchetti, Sandro Mazzola, Angelo Domenghini o Mario Corso i amb un gran entrenador Helenio Herrera. Els anys posteriors, el club ha anat guanyant títols importants, com les lligues del 1971, 1980 i 1989, però sempre restant un pas per darrere dels dos grans d'Itàlia, la Juve i l'AC Milan. Com a curiositat cal esmentar que el club mai ha estat a la Segona Divisió italiana.
Després de la crisi dels anys noranta a partir del 2005 el club va viure una de les seves millors èpoques de la seva història i va esdevenir el millor equip d'Itàlia guanyant cinc lligues consecutives, i també va esdevenir un dels millors equips d'Europa guanyant la Lliga de Campions de la UEFA el 2010 a l'estadi Santiago Bernabeu de Madrid guanyant 2 a 0 al FC Bayern de Múnic a la final.

### Fundació i primers anys

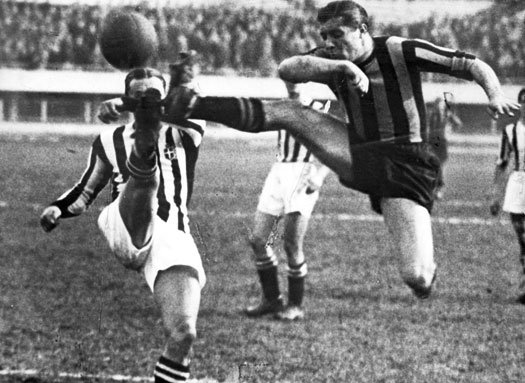
Giuseppe Meazza va jugar 408 partits amb l'Inter. Ell és el màxim golejador de tots els temps del club, amb 284 gols.

El Football Club Internazionale Milano neix en el "Ristorante Orologio" (Restaurant Rellotge), el 9 de març de 1908 a Milà per un grup de 44 membres dissidents del llavors "Milan Cricket and Football Club", actualment anomenat AC Milan, el qual no acceptava jugadors estrangers. El nom del club deriva de la voluntat dels socis fundadors d'acceptar no només a jugadors italians (com el Milan) sinó també a estrangers (molts dels quals eren suïssos que estaven treballant en la banca local), d'aquí "Internazionale". L'Inter és encara l'equip italià amb major nombre d'estrangers.
El 1910 l'equip va guanyar el seu primer scudetto, envoltat de gran polèmica. Havent empatat a punts al final del campionat amb l'US Pro Vercelli, s'havia de jugar un partit de desempat al camp del segon –avantatge degut al millor coeficient de gols–, però aquest equip estava jugant de forma simultània un torneig militar i li van impedir ajornar un dels dos partits. De fet la Federació Italiana de Futbol no va donar cap valor pels matchs militars. En senyal de protesta van enviar a jugar un dels seus equips de les categories inferiors, compost íntegrament per nens d'11 anys. El resultat del desempat va ser una golejada, 10 a 3. L'Inter després del Vercelli va ser condemnat per conducta antiesportiva.
Amb l'arribada del Feixisme l'Inter, simbolitzat en aquest període pel jugador Giuseppe Meazza, es veu forçat a adaptar-se als ideals del Partit Nacional Feixista, al qual com no li sembla bé el nom de l'entitat, ja que el troba molt poc italià i sobretot igual al de la Tercera Internacional Comunista (Internazionale en italià). Per això l'any 1928 l'Inter es fusiona amb la Unione Sportiva Milanese i assumeix el nom de Società Sportiva Ambrosiana (Ambrosiana derivada de Sant Ambrosi de Milà o Sant'Ambrogio en italià, patró de la ciutat de Milà) que dura fins a l'any 1932. El Club també perdria els seus colors, ja que l'uniforme canviava de les ratlles verticals blaves i negres intercalades a una camisa blanca amb una creu vermella, reflex de l'escut d'armes de la Ciutat, i el Fascio Littorio o Fasces Lictoriae sobre el centre de la creu, el qual era el símbol del feixisme. El 1932, a causa de les pressions de la dirigència nerazzurra encapçalada pel president Ferdinando Pozzani i la insistent campanya de la tifoseria que partit rere partit entonaven el cor "Forza Inter", la Federcalcio li concedeix al club que, al costat del nom Ambrosiana, es col·loqués alguna cosa representativa de la història de l'equip, per la qual cosa l'equip vindria a anomenar-se definitivament "Associazione Sportiva Ambrosiana-Inter", el qual duraria fins al final de la Guerra el 1945. Juntament amb el nou nom, torna la camisa nerazzurra, a la qual s'agregava el color blanc al voltant del coll amb quadres negres en ell, que representaven els colors de l'uniforme de l'O.S. Milanese i comptava amb el Fasces com a escut. Sota el feixisme s'aconsegueixen tres scudettos (1930, 1938 i 1940) i una Copa d'Itàlia (1939).

### El gran Inter dels anys 60

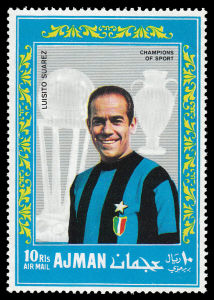
Segell de 1968 del servei postal dels EAU amb el retrat de Luis Suárez a Itàlia.

Després de la Segona Guerra Mundial, l'Inter aconsegueix guanyar el seu sisè campionat el 1953 i el setè el 1954.
El 28 de maig de 1955, Angelo Moratti compra la societat per 100 milions de lires. Amb ell a la directiva el conjunt de Milà aconseguiria el període més gloriós de tota la seva història, conegut pels tifosi com el Gran Inter. Amb Helenio Herrera a la banqueta i grans jugadors com Luis Suárez, Mario Corso, Giacinto Facchetti, Sandro Mazzola, Tarcisio Burgnich, Jair da Costa, Aristide Guarneri, Angelo Domenghini i el seu llegendari capità Armando Picchi l'equip va aconseguir els scudettos de 1963, 1965 i 1966.
A més a més en aquest període l'Inter també va aconseguir els títols internacionals més importants de tota la seva història. L'any 1964, a Viena, aconsegueix guanyar la seva primera Copa d'Europa després de derrotar per 3-1, amb dos gols de Mazzola, al Reial Madrid. Aquesta victòria li permet jugar la Copa Intercontinental de futbol contra l'Independiente de Avellaneda, l'Inter perd per 1-0 a l'Argentina i guanya per 2-0 a Milà, el guanyador del torneig ha de decidir-se en un partit en camp neutre a Madrid, on els italians guanyen per 1-0 amb gol de Mario Corso.
El 1965 repeteix èxits internacionals, aconsegueix arribar a la final de la Copa d'Europa però aquesta vegada la disputa a l'estadi Giuseppe Meazza i contra el Benfica, aconseguint revalidar el seu títol amb un solitari gol de Jair da Costa. A la final de la Copa Intercontinental es torna a enfrontar a l'Independiente, el seu rival de l'any passat, l'Inter guanya 3-0 a Milà i empata 0-0 a Buenos Aires pel que aconsegueix de nou la Copa Intercontinental.

### La dècada de 1970
Després de la marxa d'Herrera, la dècada del 70 només va deixar un títol de lliga el 1971 i una Copa d'Itàlia el 1978.

### La dècada de 1980
Amb Eugenio Bersellini al comandament de l'equip neroazzurro, l'Inter aconsegueix tallar una ratxa de 9 anys sense títols i torna a coronar-se campió de la Serie A. Dos anys després, es consagra campió de la Copa d'Itàlia per tercera vegada en la seva història.
Van passar altres nou anys sense guanyar l'scudetto, fins que el 1989, amb la participació dels jugadors alemanys Lothar Matthäus, Andreas Brehme i de l'argentí Ramón Ángel Díaz, l'Inter obté el títol de lliga 1988-89, de la mà de Giovanni Trapattoni com a entrenador.

### Els anys difícils
La dècada de 1990 va ser un període de decepció. Mentre que els seus grans rivals, Associazione Calcio Milan i Juventus Football Club, estaven aconseguint l'èxit tant a nivell nacional com a Europa, l'Inter es va quedar enrere, amb resultats mediocres repetits a la lliga, la seva pitjor temporada va ser la 1993-94 quan va acabar a només 1 punt de la zona de descens. No obstant això, va aconseguir cert èxit europeu guanyant 3 Copes de la UEFA el 1991, 1994 i 1998.
Amb Massimo Moratti i Ernesto Pellegrini el 1995 l'Inter va trencar dues vegades el rècord mundial de la taxa de transferència en aquest període (19,5 milions de lliures per Ronaldo del FC Barcelona el 1997 i els 31 de milions de lliures per a Christian Vieri de la Lazio dos anys més tard). No obstant això, la dècada de 1990 es va mantenir en una dècada de decepció, i és l'única dècada de la història de l'Inter en la qual no van guanyar un sol campionat de la Sèrie A italiana, malgrat haver tingut jugadors d'alt nivell com Ronaldo, Alvaro Recoba, Christian Vieri, Diego Simeone, Iván Zamorano, Youri Djorkaeff, Javier Zanetti, Davide Fontolan, Salvatore Fresi, Aaron Winter entre d'altres. Per als afeccionats de l'Inter era difícil de trobar qui era el culpable dels temps difícils i això va portar a algunes gelades relacions entre ells i el president, els directius i fins i tot alguns jugadors individuals.
Massimo Moratti més tard va esdevenir blanc dels fans, especialment quan ell va acomiadar a l'entrenador Luigi Simoni, molt estimat per l'afició, després de només uns pocs partits durant la temporada 1998-99. Aquesta temporada l'Inter no va poder classificar-se per a cap competició europea per primera vegada en gairebé 10 anys, acabant en el vuitè lloc.
Durant la temporada següent, Moratti va nomenar a l'ex gerent de la Juventus Football Club Marcello Lippi, i va signar a jugadors com Angelo Peruzzi i Laurent Blanc, juntament amb altres exjugadors de la Juventus Vieri i Vladimir Jugović. L'equip va estar a prop del seu primer èxit nacional des de 1989, quan va arribar a la final de la Copa d'Itàlia, però va ser derrotat per la Lazio.
La temporada següent va ser un altre desastre. L'Inter va impressionar en el partit de la Supercopa d'Itàlia contra la Lazio i va prendre la iniciativa a través del nou fitxatge de Robbie Keane i Hakan Şükür -no obstant això, va perdre 4-3. Va ser eliminat en la ronda preliminar de la Lliga de Campions pel club suec Helsingborgs IF, Álvaro Recoba va fallar un penal decisiu. Lippi va ser acomiadat després de només un únic partit de la temporada següent, una derrota davant de la Reggina. Marco Tardelli, triat per substituir Lippi, no va aconseguir millorar els resultats, i és recordat pels afeccionats de l'Inter com el director que va perdre 6-0 el derbi de Milà de la temporada 2000-01. Altres membres de la "família" Inter durant aquest període que sofrien eren Vieri i Fabio Cannavaro, els qui tenien els seus restaurants a Milà destrossats després de les derrotes davant de l'Associazione Calcio Milan.
El 2002 l'Inter no només va aconseguir arribar a les semifinals de la Copa de la UEFA, també va romandre a només 45 minuts de la captura de l'Scudetto, quan necessitava mantenir un avantatge d'un gol fora de casa sobre la Lazio. L'Inter guanyava 2-1 després de només 24 minuts. La Lazio va igualar durant la primera part i després va marcar dos gols més en el segon temps, aconseguint així la victòria, que finalment va fer que la Juventus Football Club guanyés el campionat. La següent temporada l'Inter va acabar com a subcampió de la lliga i també va aconseguir arribar a les semifinals de la Lliga de Campions 2002-03 davant de l'Associazione Calcio Milan, perdent per la regla dels gols de visitant.
Malgrat la sequera de títols (principalment locals) i diverses decepcions durant la dècada dels noranta i principis de la del 2000, va poder obtenir títols internacionals d'importància. L'Inter va guanyar les Copes de la UEFA de 1991, 1994 i 1998. Aquesta última, de la mà d'Iván Zamorano i del jugador brasiler Ronaldo com a golejador.

### L'inici d'una nova era

#### Hegemonia a Itàlia i èxit internacional (2005-2010)

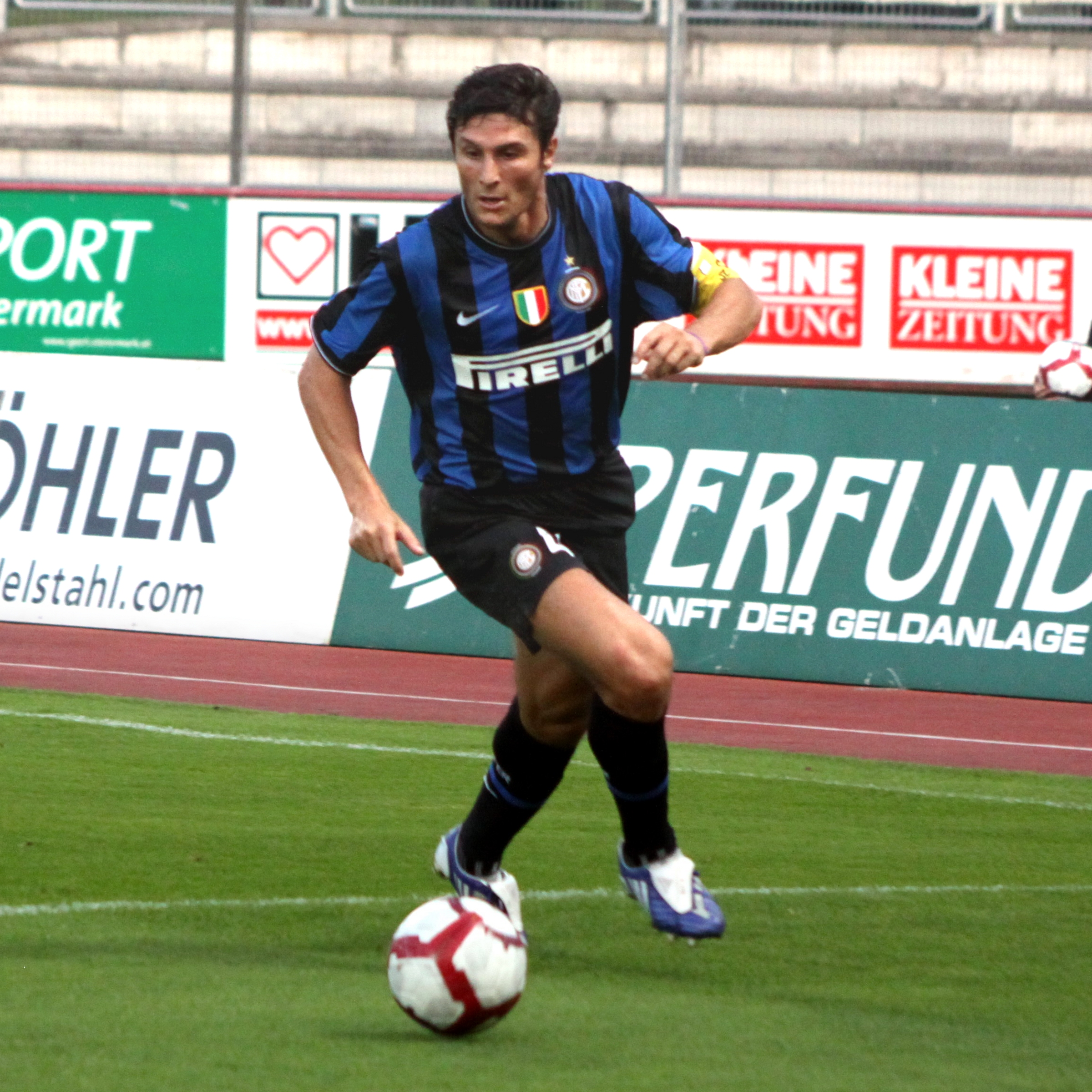
Javier Zanetti jugant amb l'Inter.

La temporada 2004/05, el club talla aquesta ratxa en guanyar la Copa d'Itàlia d'aquest any, de la mà de Roberto Mancini. Va ser el primer títol oficial del club en 8 anys.

Entre 1998 i 2006 l'Inter va portar jugadors de qualitat com Ronaldo, Javier Zanetti, Ivan Cordoba, Christian Vieri, Adriano, Juan Sebastián Verón, Esteban Cambiasso, Dejan Stanković, Luis Figo, Álvaro Recoba, Fabio Grosso, Zlatan Ibrahimović, Hernán Crespo, Patrick Vieira, Wálter Adrián Samuel, Iván Zamorano, entre d'altres, demanats pels seus diferents entrenadors: l'italià Marcello Lippi, l'argentí Héctor Cúper, els italians Alberto Zaccheroni i Roberto Mancini i el portuguès José Mourinho.

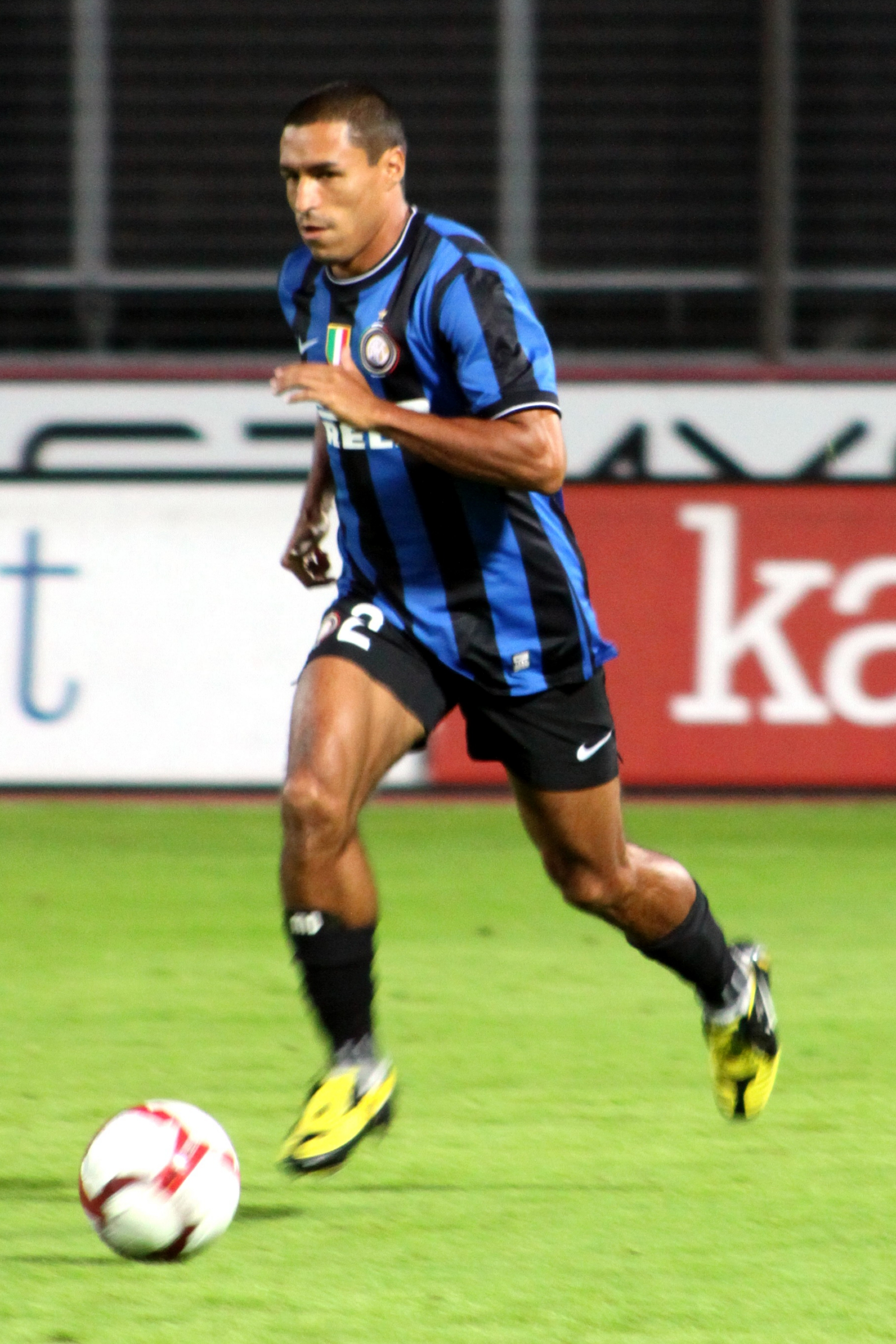
Ivan Cordoba en ple joc.

El juliol de 2006 es va conèixer la sentència de Luciano Moggi, dirigent de la "Juventus", que condemnava al club torinès per la compra de partits, en la qual també estava implicat l'AS Milan. La Juventus va perdre els Scudettos de 2005 i 2006, i l'Inter, que havia quedat tercer en l'últim després de Juve i Milan, va reclamar que se li atorgués l'Scudetto de 2006, i finalment així va ser.
El 4 de setembre de 2006, va morir de càncer el president del club de San Siro, Giacinto Facchetti. La presidència va quedar llavors vacant.
Com una mostra de respecte cap al president i exjugador, es va retirar el dorsal número 3, que Facchetti havia portat durant la seva carrera. Nicolás Burdisso, jugador que portava el dorsal, va passar a portar el 16.
A les poques setmanes de la mort de Giacinto Facchetti, el propietari de l'Inter Massimo Moratti va tornar a la presidència de l'entitat.

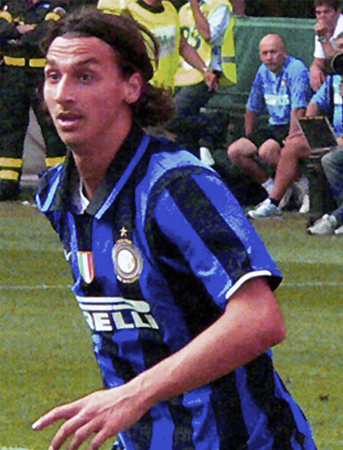
Ibrahimović en un partit amb l'Inter.

A mitjan temporada 2006-07 va aconseguir batre el rècord de victòries consecutives que tenia l'AS Roma, en arribar a 11 després de vèncer el 23 de desembre de 2006 a l'Atalanta BC 2-1 en el Giuseppe Meazza. Aquest rècord es va seguir augmentant fins a les 17 victòries consecutives que van finalitzar amb un empat enfront de l'Udinese Calcio el 28 de febrer de 2007 per 1-1.
A l'abril de 2007, mancant cinc jornades per al final, l'Inter aconsegueix matemàticament proclamar-se campió de la lliga de la temporada 2006-2007, i a més supera els 86 punts (anterior rècord de punts en la Serie A) en la taula de posicions, arribant als 97. La temporada 2007/08 l'Inter segueix el ritme de l'anterior campanya en la Serie A: després de 27 jornades de lliga, l'Inter ha aconseguit 19 victòries, 7 empats i només dues derrotes contra el Nàpols i la Juventus. En la Lliga de Campions va començar perdent com l'any anterior davant el Fenerbahçe SK, però va guanyar els altres cinc partits col·locant-se líder del seu grup; no obstant això, l'equip nerazzurro va ser eliminat en els vuitens de final, perdent contra el subcampió Liverpool FC (2-0 de visitant i 1-0 a Milà). L'Inter va començar a perdre l'avantatge que tenia sobre els seus rivals, i en la jornada final li treia tan sols un punt d'avantatge a la Roma. El 18 de maig de 2008, es va decidir el títol, i malgrat que la Roma va començar guanyant al Catania mentre l'Inter empatava, l'Inter va guanyar al Parma com a visitant per 2 gols a 0 amb sengles punts de Zlatan Ibrahimović, aconseguint el Scudetto al mateix temps que a cinc minuts del final Jorge Martínez segellava la permanència del Catania i entelava el somni romà. Després d'aquest èxit, es va produir un relleu en la banqueta: Roberto Mancini deixava el club després de quatre anys i el seu lloc l'ocuparia José Mourinho.
La temporada 2008/09, sota la direcció del tècnic portuguès, el conjunt neroazzurro va mantenir la seva hegemonia a Itàlia, ja que va guanyar l'Scudetto i la Supercopa d'Itàlia. Això seria el preàmbul del que venia.

#### El quintuplet històric (2010)

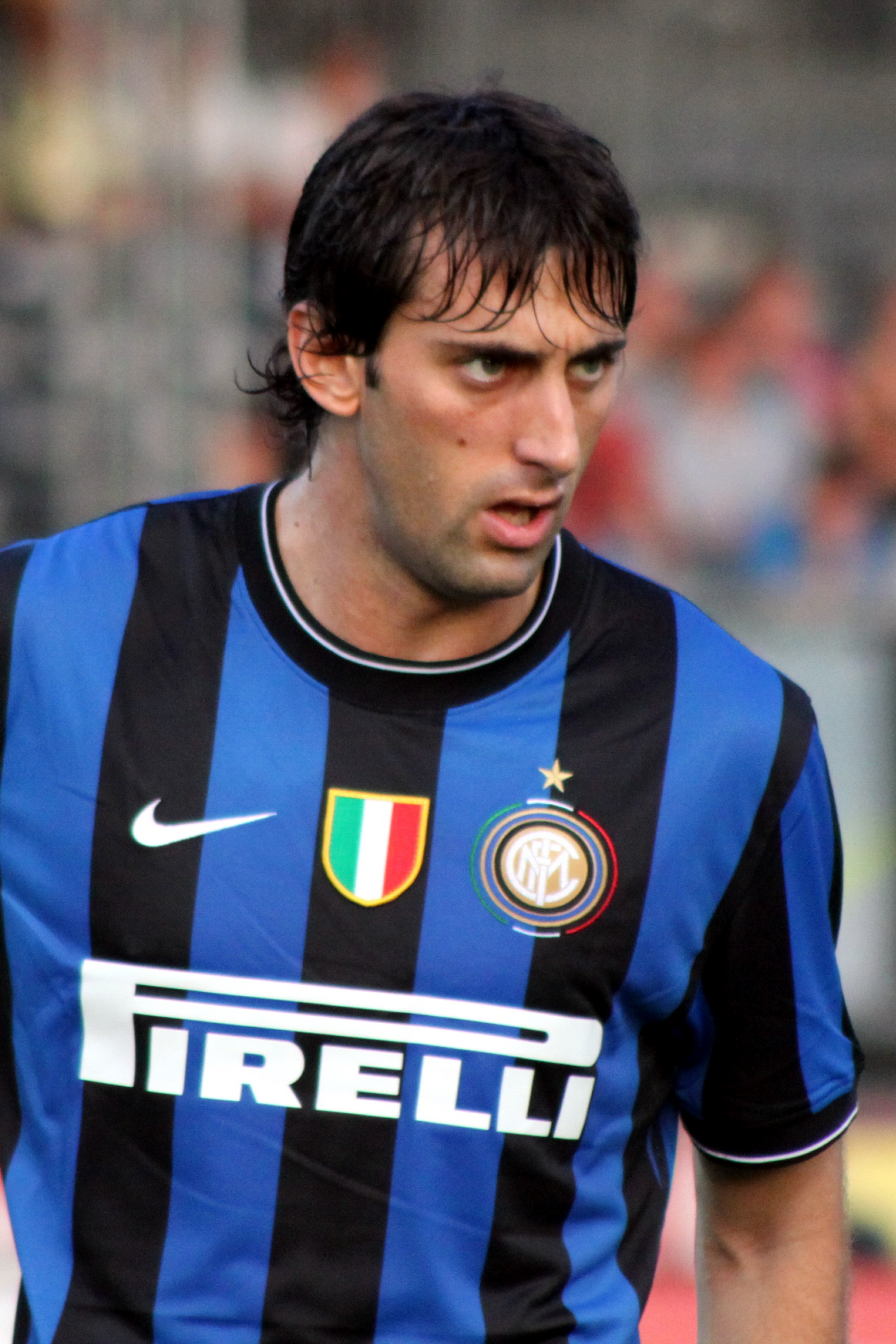
Diego Milito va ser un dels grans artífexs de la temporada interista. Va fer els 2 gols de la final de la Champions.

Durant la temporada 2009-2010 l'Inter va obtenir grans victòries en la lliga destacant els triomfs sobre l'AC Milan: 4-0 en la primera roda i 2-0 en la segona. En la jornada 33 l'Inter perd el liderat en favor de la Roma, en empatar contra la Fiorentina (2-2) i la Roma va guanyar a l'Atalanta per un 2-1 a l'Estadi Olímpic. En canvi, en la jornada 35 l'Inter guanya contra l'Atalanta; i la Roma, en un difícil partit contra una Sampdoria que s'estava jugant la quarta plaça de la lliga, perd a l'Estadi Olímpic per 1-2. Finalment, en l'última jornada, l'AS Roma anava guanyant 0-2 contra el Chievo Verona i l'Inter empatava a zero contra el Siena, la qual cosa proclamava campió a la Roma. No obstant això, després d'una gran jugada de Javier Zanetti, aquest habilita al de "sempre", Diego Milito, que marcant un gran gol dona el títol al club. Així, l'Inter va aconseguir la seva 18a lliga.
En la Copa d'Itàlia, l'Inter elimina a la Juventus en quarts de final per 1-2 i posteriorment guanya a la Fiorentina per un doble 1-0 al Giuseppe Meazza i a l'Estadi Artemio Franchi. En la final, disputada a l'Olímpic davant l'AS Roma, l'Inter va guanyar la seva sisena Copa d'Itàlia per 1-0, un gran gol de nou de Diego Milito. Durant aquest partit, va haver-hi diverses disputes com la de Balotelli contra Totti, qui va ser expulsat per una forta puntada al mateix Balotelli.
En la Lliga de Campions, després d'eliminar en la semifinal al FC Barcelona, el 22 de maig es va proclamar campió d'Europa després de derrotar el FC Bayern de Múnic en la final. Va ser un partit molt igualat amb més possessió de pilota per part de l'equip alemany però li va superar la gran eficàcia interista. L'artífex dels dos gols va ser de nou un gran Diego Milito que va ser nomenat més tard "millor jugador del partit". En el primer gol, l'assistència va ser obra de Wesley Sneijder i en l'un contra un no va fallar. En el seu segon gol, va fer una gran jugada que amb un amague va superar a Van Buyten i es va plantar davant el porter xutant la pilota al costat del pal per deixar sentenciat el partit.

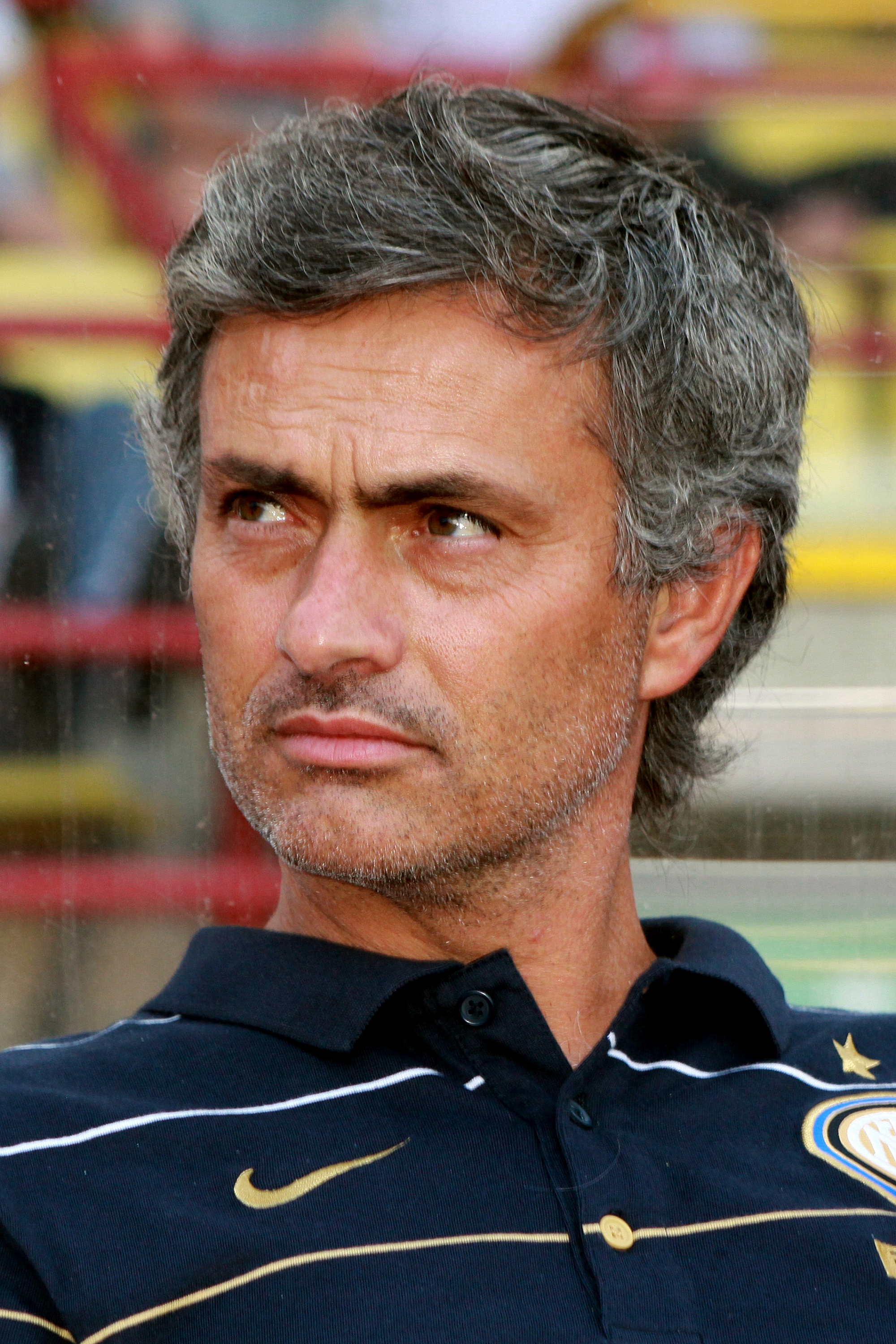
Mourinho amb l'Inter.

Així, l'Inter va culminar una temporada espectacular i, encara que moltes vegades desplegant un joc criticat per molts, va aconseguir guanyar els 3 títols: Lliga Italiana o Scudetto, la Copa d'Itàlia i la Lliga de Campions. D'aquesta manera, es converteix en el primer equip italià en aconseguir tal gesta, la qual cosa li va servir per ser elegit el millor equip del món del mes de maig del 2010 (sent la quarta vegada en la història del club en aconseguir aquesta distinció).
L'agost de l'any 2010, l'Inter va guanyar la Supercopa d'Itàlia en vèncer a la Roma 3-1.
Després d'haver guanyat la Lliga de Campions de la UEFA en la temporada 2009-2010, es va classificar per la Copa del Món de Clubs de futbol, realitzada a Abu Dhabi, Unió dels Emirats Àrabs. El conjunt italià va vèncer en semifinals còmodament al Seongnam de Corea del Sud per 3-0, amb gols de Dejan Stanković, Javier Zanetti i Diego Milito, classificant-se per la Final on s'enfrontaria a l'equip congolès del TP Mazembe. El neerlandès Wesley Sneijder no va poder disputar aquest partit a causa que en el partit de semifinals es va lesionar als 2 minuts del primer temps.
Finalment, l'equip que dirigia Rafa Benítez li guanyaria el partit al TP Mazembe novament per 3-0, amb gols de Goran Pandev, Jonathan Biabiany i Samuel Eto'o. Aquest últim, finalitzat el partit, va ser triat com a millor jugador de la Final i Pilota d'Or del campionat.
Així, l'equip interista va poder tancar un any espectacular, aconseguint 5 títols en la temporada.

#### Era post-Mourinho (2010 – 2019)
Després de la conquesta del Mundial de Clubs, però amb una mala situació en la Lliga (7è lloc), el 23 de desembre, Rafa Benítez va ser destituït com a tècnic de l'Inter, sent contractat en el seu lloc a l'ex entrenador de l'AC Milan Leonardo. De la mà de Leonardo, l'Inter va finalitzar segon en la Lliga, només per darrere del seu etern rival, i va guanyar la Copa d'Itàlia després d'imposar-se 3-1 a la US Palerm. A final de temporada, Leonardo va rescindir el seu contracte amb l'Inter per signar com a director esportiu del París Saint-Germain. Més tard es va fer oficial la contractació de l'ex tècnic del Gènova CFC Gian Piero Gasperini.
El 20 de setembre de 2011, Gian Piero Gasperini va ser destituït com a entrenador de l'equip a causa dels seus mals resultats (una victòria en 4 jornades). L'endemà, Claudio Ranieri va acordar ser el nou tècnic de l'equip; però en quedar eliminats de la UEFA Champions League en els vuitens de final, estar en el 9è lloc de la Serie A, i passar per una de les pitjors ratxes de les últimes dècades i de la història del club, va ser destituït i rellevat pel jove Andrea Stramaccioni. Finalment, l'Inter va remuntar i va acabar en 6è lloc de la Serie A.

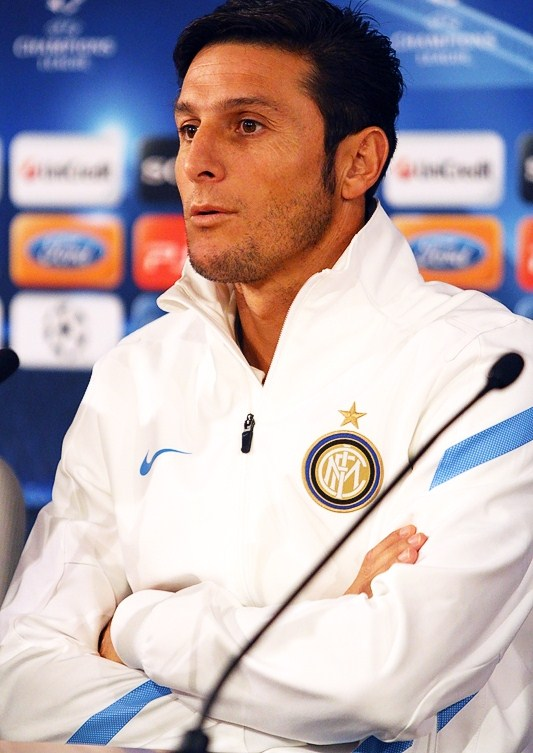
Javier Zanetti, jugador de l'Inter des de 1995 (i capità des de 1999) fins a la seva retirada el 2014, és una de les majors llegendes del club nerazurro.

La temporada 2012-13, sota el comandament de Stramaccioni va començar amb signes positius, arribant a estar segon i molt proper a la Juventus en la primera meitat del Scudetto. No obstant això, Diego Milito va sofrir una greu lesió de genoll que el deixava fora de la resta del torneig, i curiosament les lesions a continuació van afectar gairebé la totalitat de l'equip titular. Això impedia a Stramaccioni disposar d'un onze de garanties amb el qual jugar, la qual cosa va obligar el tècnic a fer rotacions i a canviar l'onze inicial. Com a conseqüència d'això, l'equip es va enfonsar a la recta final de la temporada, quedant per primera vegada en 14 anys fora de competicions europees. Per això, Stramaccioni va ser acomiadat i reemplaçat per Walter Mazzarri (expreparador del Nàpols) com a nou tècnic de l'equip neroazzurri per la temporada 2013-2014.
El 15 d'octubre de 2013, es confirma que Massimo Moratti ven el 70% de les accions de l'equip a l'empresari indonesi Erick Thohir per aproximadament 300 milions d'euros, qui esdevingué així el màxim accionista del club.
Un mes després, el 15 de novembre, Erick Thohir és triat nou president de l'Inter, mentre que Moratti passa a ser president d'honor després de 18 anys com a president del club italià.
Després d'un bon inici en la temporada 2013-14, on l'Inter es va mantenir entre els tres primers en les primeres cinc jornades (amb una espectacular golejada per 0–7 a la US Sassuolo inclosa), a poc a poc es va veure superat per la Juventus, Roma i Nàpols, quedant-se despenjat de la lluita pel títol. El club acaba cinquè de la primera volta amb només 3 derrotes, però veient-se llastrats per diversos empats. La situació no millora en el començament de la segona volta, perdent encara més punts amb els primers classificats, però finalment aconsegueix mantenir el cinquè lloc que el classifica per l'Europa League 2014/15, en el qual va ser l'última temporada de Cristian Chivu, Walter Samuel, Esteban Cambiasso, Diego Milito i de l'històric capità Javier Zanetti (últims supervivents de l'Inter que va guanyar el triplet el 2010). Després de finalitzar aquesta temporada, el club va anunciar la renovació per un any més de Walter Mazzarri com a Director tècnic del club i el nomenament de Javier Zanetti com a vicepresident fins al 2016.
El 23 d'octubre de 2014, Massimo Moratti decideix dimitir com a president d'honor. Tres setmanes després, el 14 de novembre, després d'11 partits de Lliga on l'equip va sumar 16 punts, Walter Mazzarri va ser destituït. Amb prou feines unes hores després d'haver-se anunciat la destitució de Walter Mazzarri, va ser comunicat el nomenament del seu substitut, Roberto Mancini, qui es trobava sense equip després d'haver acabat la seva relació amb el Galatasaray SK. Aquest canvi en la banqueta no aconsegueix reactivar a l'equip, que arriba a la pausa hivernal del campionat situat en 11è lloc i tanca la primera volta com 9è classificat, allunyant-se de les posicions europees.
Durant l'era Thohir, el club va començar a modificar la seva estructura financera, passant d'una que depenia de la inversió contínua dels propietaris a un model de negoci més autosostenible, tot i que el club encara va incomplir el Reglament del Joc Net Financer de la UEFA el 2015. El club va ser multat i va rebre una reducció de plantilla en competicions de la UEFA, amb sancions addicionals suspeses durant el període de prova. Durant aquest temps, Roberto Mancini va tornar com a entrenador del club el 14 de novembre de 2014, amb l'Inter acabant vuitè. L'Inter va acabar quart, sense poder tornar a la Lliga de Campions.
El 6 de juny de 2016, Suning Holdings Group (a través d'una filial amb seu a Luxemburg, Great Horizon S.á r.l.), una empresa propietat de Zhang Jindong, cofundador i president de Suning Commerce Group, va adquirir una participació majoritària de l'Inter del consorci de Thohir, International Sports Capital S.p.A., i de les accions restants de la família Moratti a Internazionale Holding S.r.l. Segons diverses declaracions, la inversió total de Suning va ser de 270 milions d'euros. L'acord va ser aprovat per una assemblea general extraordinària el 28 de juny de 2016, de la qual Suning Holdings Group havia adquirit una participació del 68,55% del club.
La primera temporada amb una nova propietat, però, va començar amb un mal rendiment als amistosos de pretemporada. El 8 d'agost de 2016, l'Inter va fer fora l'entrenador Roberto Mancini per mutu acord per desacords sobre la direcció del club, especialment amb els nous fitxatges Joao Mario per 44,75 milions d'euros (el segon jugador més car de la història del club en aquell moment) i Gabigol per 29,5 milions d'euros. Va ser substituït per Frank de Boer, que va ser acomiadat l'1 de novembre de 2016 després de liderar l'Inter a un rècord de 4 victòries, 2 empats i 5 derrotes en 11 partits de la Sèrie A com a entrenador. El successor, Stefano Pioli, no va poder evitar que l'equip aconseguís el pitjor resultat de grup en competicions de la UEFA de la història del club. Malgrat una ratxa de vuit victòries consecutives, ell i el club es van separar abans del final de la temporada, quan va quedar clar que acabarien fora dels tres primers de la lliga per sisena temporada consecutiva. El 9 de juny de 2017, l'exentrenador de la Roma Luciano Spalletti va ser nomenat entrenador de l'Inter, signant un contracte de dos anys. i onze mesos més tard, l'Inter va aconseguir una plaça a la fase de grups de la Lliga de Campions de la UEFA gràcies a una victòria per 3-2 contra la SS Lazio a l'últim partit de la Sèrie A 2017–18.
Entre els millors moviments tàctics de Spalletti hi va haver el canvi de posició de Marcelo Brozovic, que el va convertir en un dels millors migcampistes defensius del futbol europeu.
A causa d'aquest èxit, a l'agost el club va ampliar el contracte amb Spalletti fins al 2021.
El 4 de juliol de 2018, l'Inter va fitxar oficialment del Racing Club de Avellaneda un davanter argentí de 20 anys Lautaro Martínez per 25 milions d'euros, que més tard es convertiria en un dels millors i més representatius jugadors del club.
El 26 d'octubre de 2018, Steven Zhang va ser nomenat nou president del club, i el 13 de desembre de 2018
Giuseppe Marotta es va incorporar oficialment a l'Inter de Milà com a CEO d'esports. El 25 de gener de 2019, el club va anunciar oficialment que LionRock Capital de Hong Kong havia arribat a un acord amb International Sports Capital HK Limited per adquirir el 31,05% de les accions de l'Inter i convertir-se en el nou accionista minoritari del club.
Després de la temporada Serie A 2018–19, tot i que l'Inter va acabar quart, Spalletti va ser destituït.

### Nous èxits (2019–actualitat)

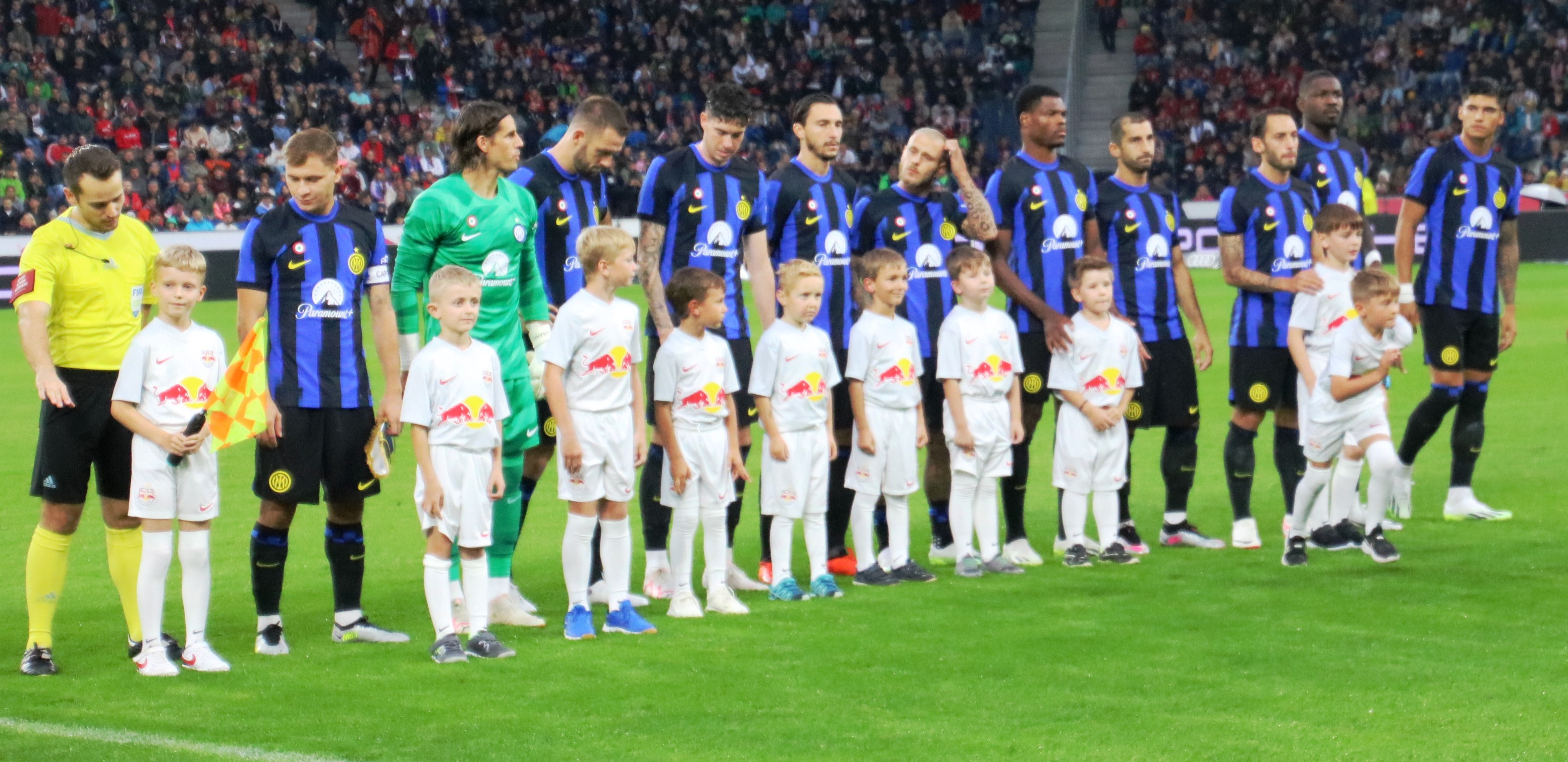
Els jugadors de l'Inter abans d'un amistós de pretemporada contra el FC Salzburg l'agost de 2023.

El 31 de maig de 2019, l'Inter va nomenar l'exentrenador de la Juventus i italià Antonio Conte com a nou entrenador, signant un contracte de tres anys;
L'estiu del 2019, l'Inter va adquirir del Manchester United FC per 74 milions d'euros Romelu Lukaku, el nou jugador més car de la història del club, Nicolò Barella per 44,5 milions d'euros del Cagliari Calcio, i va vendre Mauro Icardi, un dels millors davanters d'Itàlia dels darrers anys, al PSG per 50 milions d'euros.
Alessandro Bastoni, que va ser adquirit de l'Atalanta el 2017 per 31,1 milions d'euros, va debutar amb l'Inter aquesta temporada i amb Milan Skriniar i Stefan De Vrij va formar un fort trio defensiu en una formació 3-5-2 que serà la millor defensa de la Serie A en els següents anys.
El setembre de 2019, Steven Zhang va ser elegit membre de la junta de l'Associació Europea de Clubs. A la Sèrie A 2019–20, l'Inter de Milà va acabar subcampió, després de guanyar 2-0 contra l'Atalanta BC en l'última jornada. Després d'una eliminació anticipada a la fase de grups de la Lliga de Campions, acabant tercers darrere del FC Barcelona i el Borussia Dortmund, també van arribar a la final de la UEFA Europa League 2020, on finalment van perdre per 3-2 contra el Sevilla FC.
L'Inter va millorar l'equip amb fitxatges de nous jugadors, entre d'altres, el gener de 2020 va fitxar Christian Eriksen del Tottenham Hotspur FC per 27 milions d'euros i el juliol Achraf Hakimi del Borussia Dortmund per 43 milions d'euros.
Malgrat el pitjor resultat a la fase de grups de la Lliga de Campions de la història del club, acabant quart amb només sis punts, després de l'empat de l'Atalanta contra la US Sassuolo el 2 de maig de 2021, l'Internazionale es va confirmar campió per primera vegada en onze anys, posant fi a la ratxa de nou títols consecutius de la Juventus FC. No obstant això, tot i haver-se assegurat la glòria a la Sèrie A, Conte va deixar el club per mutu acord el 26 de maig de 2021. Segons sembla, la marxa va ser deguda a desacords entre Conte i la directiva sobre els traspassos de jugadors. El juny de 2021, Simone Inzaghi va ser nomenat substitut de Conte. El 6 de juliol de 2021, Achraf Hakimi va ser venut al Paris Saint Germain per 60 milions d'euros i el 8 d'agost de 2021, Romelu Lukaku va ser venut al Chelsea FC per 115 milions d'euros, cosa que representa el traspàs més car de la història per un club de futbol italià.
L'Inter es va classificar als vuitens de final de la Lliga de Campions per primera vegada en deu anys, però malgrat la primera victòria del club a Anfield Road gràcies a un gol de Lautaro Martínez, va ser eliminat pel Liverpool.
El 12 de gener de 2022, l'Inter va guanyar la Supercoppa Italiana, derrotant la Juventus FC per 2-1 a San Siro. Després d'encaixar un gol al rival, l'Inter va empatar amb un penal marcat per Lautaro Martínez, i el partit va acabar 1-1 en el temps reglamentari. En l'últim segon de la pròrroga, Alexis Sánchez va marcar el gol de la victòria després d'un error defensiu, donant a l'Inter el primer trofeu de la temporada, també el primer trofeu de Simone Inzaghi com a entrenador de l'Inter. L'11 de maig de 2022, l'Inter va guanyar la Coppa Italia, derrotant la Juventus per 4-2 a l'Stadio Olimpico. Després que el temps reglamentari acabés 2-2, amb Nicolò Barella i Hakan Çalhanoğlu marcant els gols de l'Inter, un doblet d'Ivan Perišić a la pròrroga va donar la victòria a l'Inter i el seu segon títol de la temporada. La campanya de la Sèrie A 2021–22 va veure l'Inter acabar en segon lloc, sent l'equip més prolífic en atac amb 84 gols. El 18 de gener de 2023, l'Inter va guanyar la Supercoppa Italiana, derrotant l'AC Milan per 3-0 a l'Estadi Internacional Rei Fahd, gràcies als gols de Federico Dimarco, Edin Džeko i Lautaro Martínez.
L'Inter va tornar a passar la fase de grups de la Lliga de Campions després d'eliminar el FC Barcelona, i després de derrotar el FC Porto i l'SL Benfica, classificant-se per a les semifinals de la competició.
El 16 de maig de 2023, l'Inter va derrotar el seu rival ciutadà, el Milan, a les semifinals de la Lliga de Campions de la UEFA 2022–23 amb gols de Dzeko i Henrikh Mkhitaryan al partit d'anada i un gol de Martínez al partit de tornada, i va avançar a la final de la Champions League per primera vegada des de la 2010. No obstant això, van ser derrotats a l'Estadi Olímpic Atatürk per 1-0 pel Manchester City FC després d'un gol del migcampista Benfica a la segona part.
El gener de 2024, l'Inter va guanyar la seva vuitena Supercoppa Italiana i la tercera consecutiva, en un nou format amb 4 equips, igualant el rècord establert per l'AC Milan als anys 90 de victòries consecutives, després d'haver derrotat a Riad la SS Lazio per 3-0 i després a la final el Nàpols per 1-0, amb un gol al final de Lautaro Martínez.
El juliol de 2024, l'Inter va vendre per 50 milions d'euros el porter André Onana al Manchester United, adquirit gratuïtament la temporada anterior, igual que Hakan Calhanoglu el 2021, Henrikh Mkhitaryan el 2022 i Marcus Thuram el 2023.
L'agost de 2023, l'Inter va afegir a la plantilla també Benjamin Pavard (30 milions d'euros) i Yann Sommer (6,9 milions d'euros), tots dos procedents del Bayern de Múnic.
El 22 de maig de 2024, Oaktree Capital Management va assumir la propietat de l'Inter de Milà després de l'impagament de Suning Holdings Group d'un préstec substancial concedit el maig de 2021 al club per cobrir les pèrdues en què va patir durant la pandèmia de la COVID-19. L'empresa va prendre el control del club després que Suning Holdings Group no pogués pagar un deute de 395 milions d'euros (428 milions de dòlars). Oaktree va confirmar aquest fet en un comunicat enviat per correu electrònic. Com a conseqüència, la nova propietat va optar per nomenar el CEO Giuseppe Marotta com a nou president del club.

## Símbols del club

### Escut
Un dels fundadors de l'Inter, un pintor anomenat Giorgio Muggiani, va ser el responsable del disseny del logotip del primer Inter el 1908. El disseny va incorporar per primera vegada les sigles FCIM al centre d'una sèrie de cercles que formen l'escut del club. Si bé l'Inter ha utilitzat diferents escuts amb molts diversos dissenys al llarg de la seva història, els elements bàsics del disseny de Muggiani són els que actualment utilitza el club.

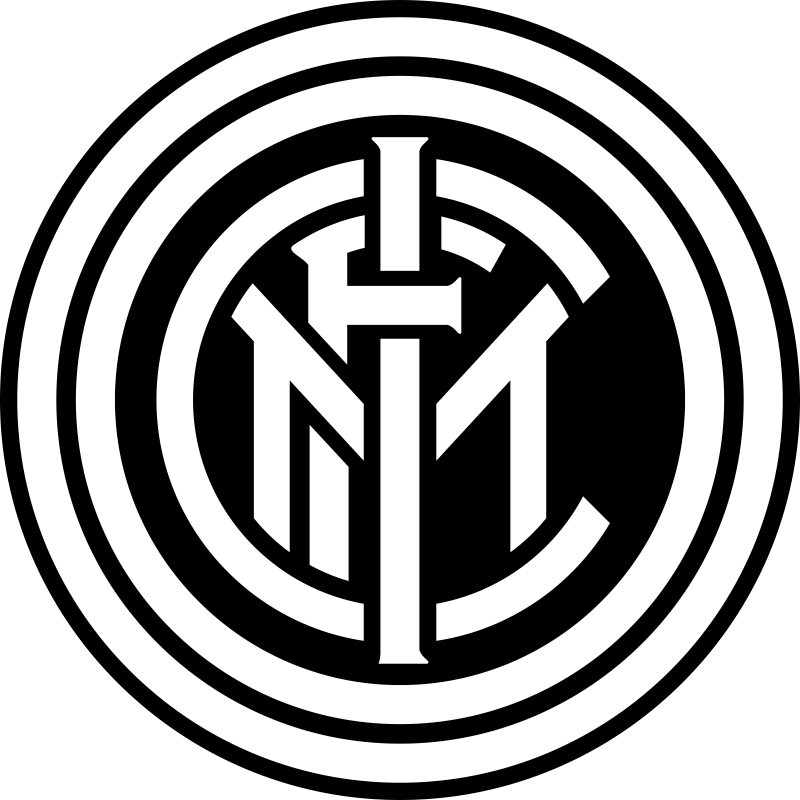
1908–1928
1963–1979
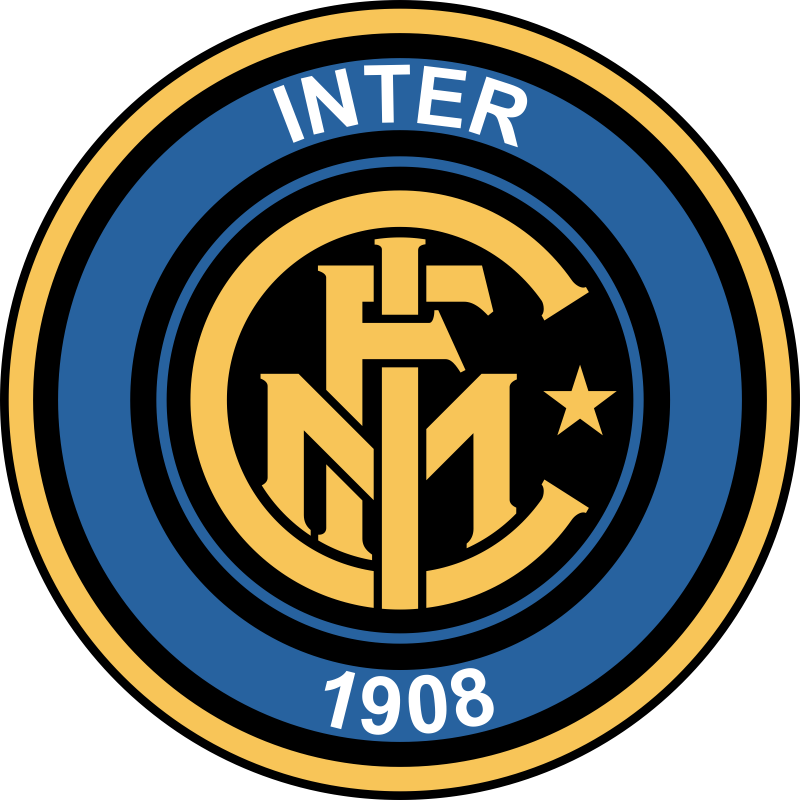
1998–2007
2007–2014
2014–2021
2021–actualitat

### Colors
Ja en la seva fundació, el 1908, l'Inter ha utilitzat ratlles negres i blaves per a la seva samarreta. Molt s'ha dit sobre l'elecció del negre per representar la nit i el blau per representar al cel, arran d'unes línies escrites per Muggiari sobre aquest tema en la nit de la fundació del club. No obstant això, el fill d'un altre dels fundadors ha desmitificat aquesta versió, explicant que l'elecció dels colors va ser decidida per diferenciar-se del vermell i negre de l'altre equip de la ciutat, l'AC Milan.
Durant un breu període a partir de 1928, l'Inter es veu obligat a fusionar-se amb la Società Sportiva Ambrosiana, modificant també el seu nom i la seva samarreta, que passa a ser blanca amb una creu vermella en el pit, en honor de la bandera de la ciutat de Milà. Des del campionat següent, torna a utilitzar les ratlles verticals negres i blaves.
A partir de la temporada 1965-66 l'Inter adopta l'ús de l'Estrella d'Or al Mèrit Esportiu, que utilitza sobre el seu escut. L'estrella representa la victòria de 10 campionats italians de la Sèrie A.
Durant la temporada 2007-08 l'Inter va celebrar el seu centenari utilitzant com a segona samarreta aquella històrica de la Societat Ambrosiana, la de la creu vermella sobre fons blanc.
- Uniforme titular: Samarreta amb franges blaves i negres, pantalons negres i mitges blaves.
- Uniforme alternatiu: Samarreta blanca amb detalls blaus i negres a les mànigues, pantalons amb franja vertical blava celesta i mitges blanques.
- Uniforme alternatiu 2: Samarreta vermella amb franja blava amb negre, pantalons vermells amb mitges vermelles.

### Evolució de l'uniforme
| 2005-06 | 2006-07 | 2007-08 | 2008-09 | 2009-10 | 2010-11 | 2011-12 | 2012-13 | 2013-14 | 2014-15 |  |

### La Serp
Els animals s'utilitzen sovint per representar els clubs de futbol a Itàlia, la colobra de collar, anomenat Il Biscione o Serpente (Vipera) representa l'Inter. La serp és un símbol important per a la ciutat de Milà, ja que apareix amb freqüència en la seva heràldica com un escurçó enrotllat amb un home en les seves mandíbules. El símbol és famós per la seva presència en l'escut d'armes de la casa dels Sforza (que va governar a Milà durant l'època del Renaixement), la ciutat de Milà, l'històric ducat de Milà (al segle xiv, un estat del Sacre Imperi Romanogermànic), i Insubria (una zona històrica regional, dins de la qual es troba la ciutat de Milà). Durant la temporada 2010-11, l'equipació visitant lluïa la serp.

## Palmarès
- 3 Copes d'Europa: 1963/64, 1964/65, 2009/10
- 3 Copes de la UEFA: 1990/91, 1993/94, 1997/98
- 2 Copes intercontientals de futbol: 1964, 1965
- 1 Campionat Mundial de Clubs: 2010
- 20 Lligues italianes: 1909/10, 1919/20, 1929/30, 1937/38, 1939/40, 1952/53, 1953/54, 1962/63, 1964/65, 1965/66, 1970/71, 1979/80, 1988/89, 2005/06, 2006/07, 2007/08, 2008/09, 2009/10, 2020/21, 2023/24
- 9 Copes italianes: 1938/39, 1977/78, 1981/82, 2004/05, 2005/06, 2009/10, 2010/11, 2021/22, 2022/23
- 8 Supercopes italianes: 1989, 2005, 2006, 2008, 2010, 2021, 2022, 2023

## Presidents

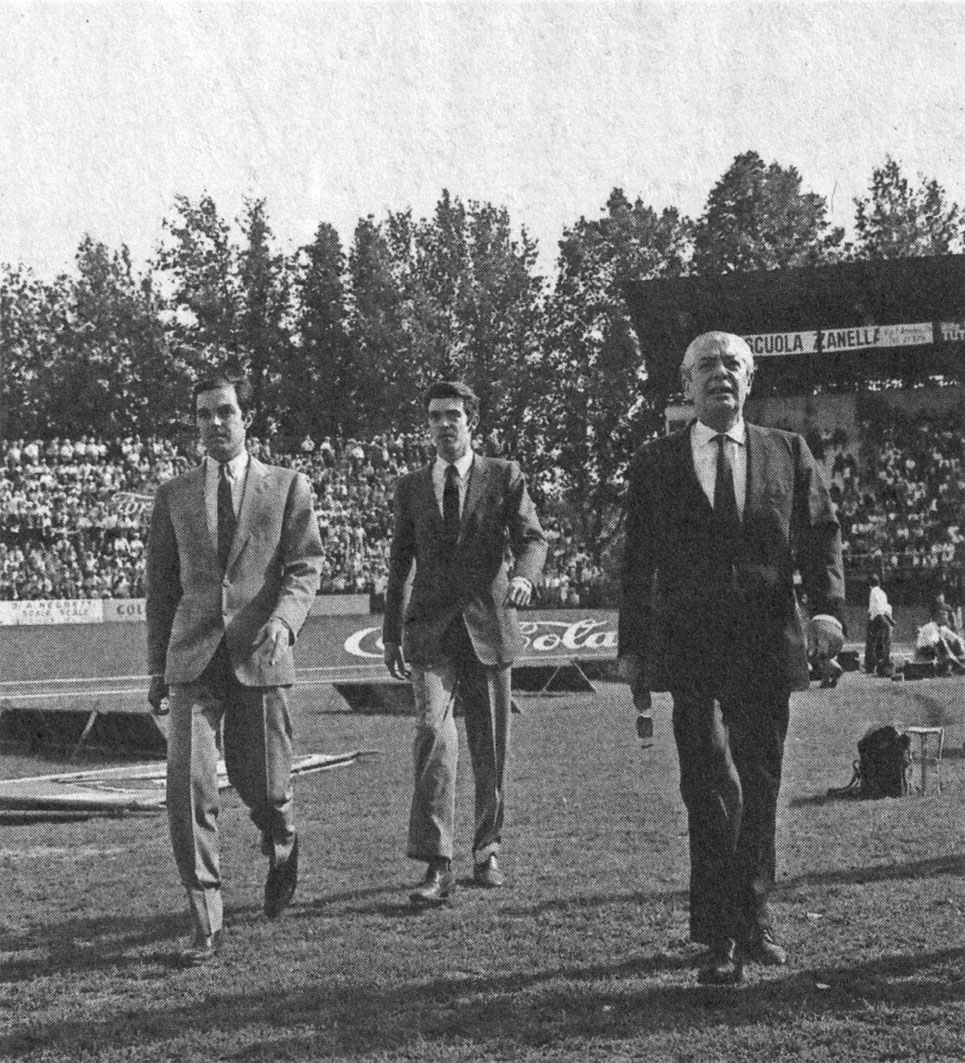
Angelo Moratti (dreta) i Massimo Moratti (centre), els dos presidents més reeixits en la història del club

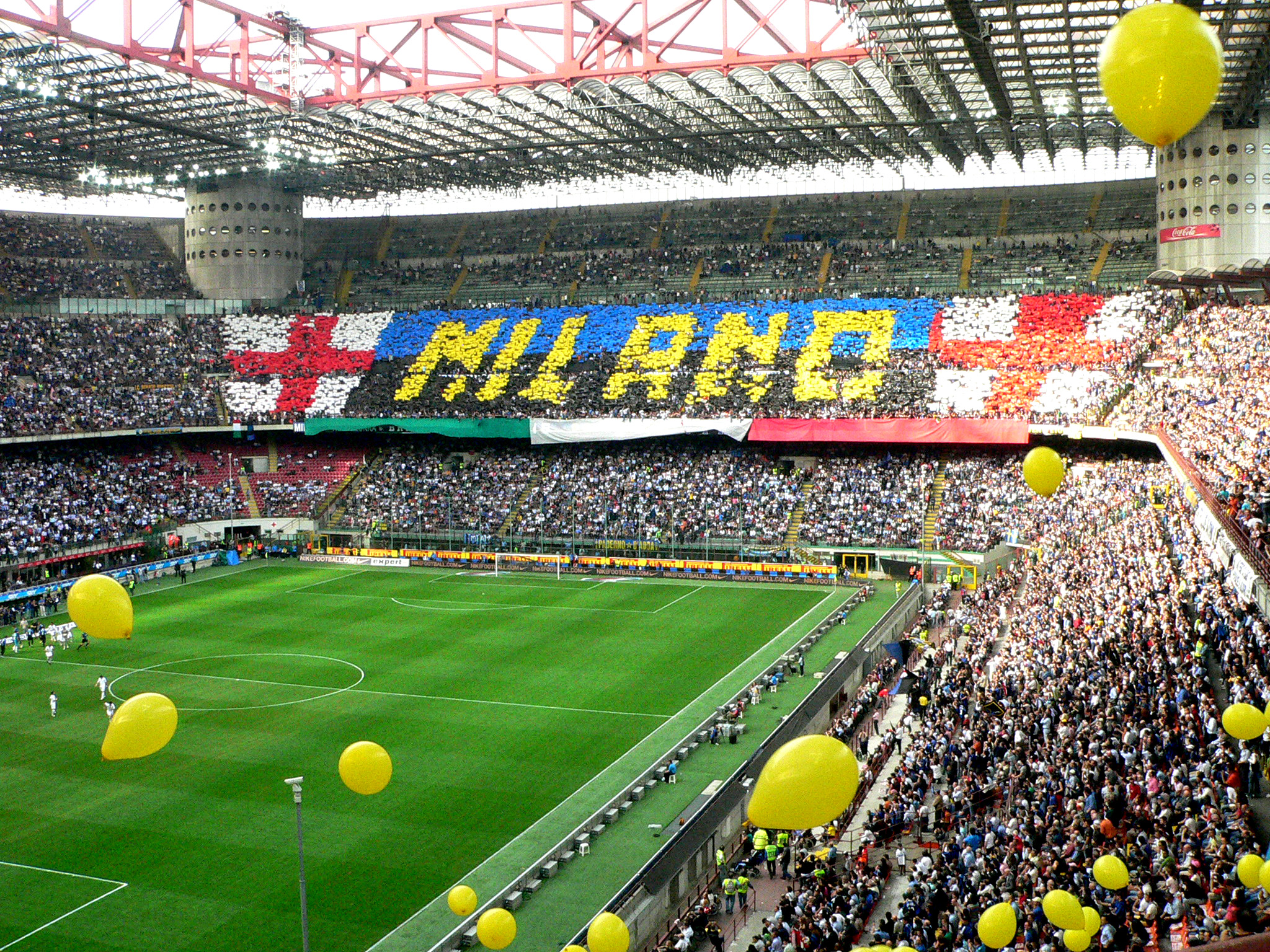
Mosaic de l'Inter a l'Estadi Giuseppe Meazza.

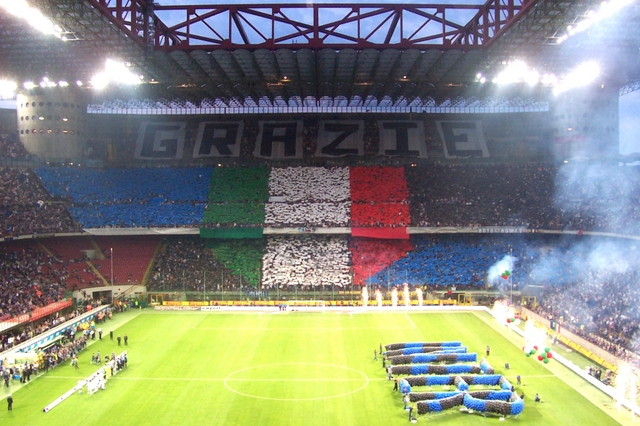
Seguidors l'any 2007.

Llista dels presidents del club entre 1908 i l'actualitat.
| Name                         | Years     |
| ---------------------------- | --------- |
| Giovanni Paramithiotti       | 1908–1909 |
| Ettore Strauss               | 1909–1910 |
| Carlo De Medici              | 1910–1912 |
| Emilio Hirzel                | 1912–1913 |
| Luigi Ansbacher              | 1913–1914 |
| Giuseppe Visconti di Modrone | 1914–1919 |
| Giorgio Hulss                | 1919–1920 |
| Francesco Mauro              | 1920–1923 |
| Enrico Olivetti              | 1923–1926 |
| Senatore Borletti            | 1926–1929 |
| Ernesto Torrusio             | 1929–1930 |
| Oreste Simonotti             | 1930–1932 |

| Name               | Years        |
| ------------------ | ------------ |
| Ferdinando Pozzani | 1932–1942    |
| Carlo Masseroni    | 1942–1955    |
| Angelo Moratti     | 1955–1968    |
| Ivanoe Fraizzoli   | 1968–1984    |
| Ernesto Pellegrini | 1984–1995    |
| Massimo Moratti    | 1995–2004    |
| Giacinto Facchetti | 2004–2006    |
| Massimo Moratti    | 2006–2013    |
| Erick Thohir       | 2013–2018    |
| Steven Zhang       | 2018–2024    |
| Giuseppe Marotta   | 2024–present |

## Entrenadors

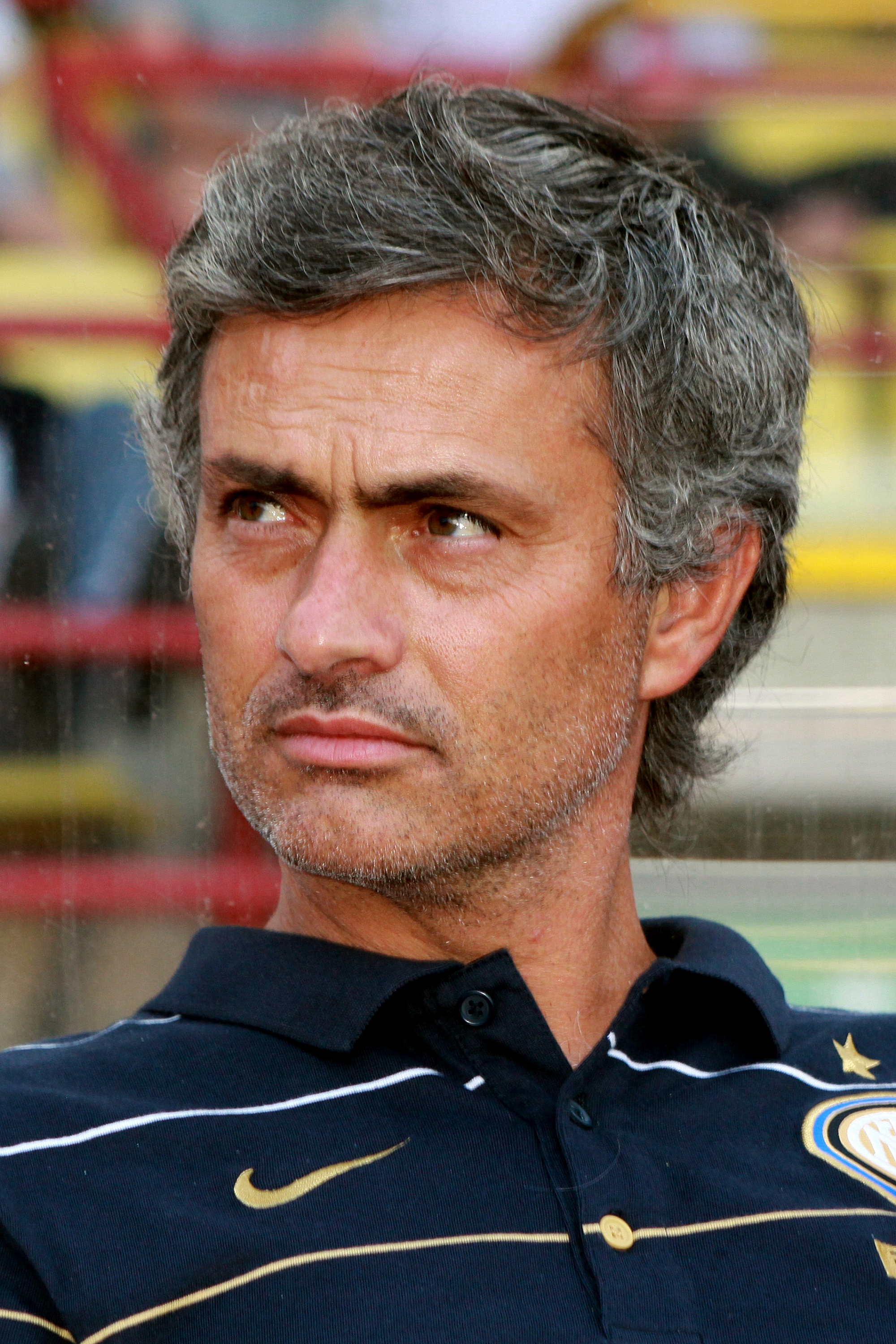
José Mourinho, guanyador del primer triplet de la història del futbol italià, la temporada 2009–2010

Llista dels entrenadors de l'Inter des de 1909 fins a l'actualitat.
| Nom                                   | Nac.     | Anys      |
| ------------------------------------- | -------- | --------- |
| Virgilio Fossati                      | Itàlia   | 1909–1915 |
| Nino Resegotti Francesco Mauro        | Itàlia   | 1919–1920 |
| Bob Spottiswood                       |          | 1922–1924 |
| Paolo Schiedler                       | Itàlia   | 1924–1926 |
| Árpád Weisz                           | Hongria  | 1926–1928 |
| József Viola                          | Hongria  | 1928–1929 |
| Árpád Weisz                           | Hongria  | 1929–1931 |
| István Tóth                           | Hongria  | 1931–1932 |
| Árpád Weisz                           | Hongria  | 1932–1934 |
| Gyula Feldmann                        | Hongria  | 1934–1936 |
| Albino Carraro                        | Itàlia   | 1936      |
| Armando Castellazzi                   | Itàlia   | 1936–1938 |
| Tony Cargnelli                        |          | 1938–1940 |
| Giuseppe Peruchetti Italo Zamberletti | Itàlia   | 1940–1941 |
| Ivo Fiorentini                        | Itàlia   | 1941–1942 |
| Giovanni Ferrari                      | Itàlia   | 1942–1943 |
| Carlo Carcano                         | Itàlia   | 1945–1946 |
| Nino Nutrizio                         |          | 1946      |
| Giuseppe Meazza                       |          | 1947–1948 |
| Carlo Carcano                         |          | 1948      |
| Dai Astley                            |          | 1948      |
| Giulio Cappelli                       |          | 1949–1950 |
| Aldo Olivieri                         |          | 1950–1952 |
| Alfredo Foni                          |          | 1952–1955 |
| Aldo Campatelli                       |          | 1955      |
| Giuseppe Meazza                       |          | 1955–1956 |
| Annibale Frossi                       |          | 1956      |
| Luigi Ferrero                         |          | 1957      |
| Giuseppe Meazza                       |          | 1957      |
| Jesse Carver                          |          | 1957–1958 |
| Giuseppe Bigogno                      |          | 1958      |
| Aldo Campatelli                       |          | 1959–1960 |
| Camillo Achilli                       |          | 1960      |
| Giulio Cappelli                       |          | 1960      |
| Helenio Herrera                       |          | 1960–1968 |
| Alfredo Foni                          |          | 1968–1969 |
| Heriberto Herrera                     | Paraguai | 1969–1971 |
| Giovanni Invernizzi                   |          | 1971–1973 |
| Enea Masiero                          |          | 1973      |
| Helenio Herrera                       |          | 1973      |
| Enea Masiero                          |          | 1974      |

| Nom                  | Nac.    | Anys         |
| -------------------- | ------- | ------------ |
| Luis Suárez          | Espanya | 1974–1975    |
| Giuseppe Chiappella  |         | 1976–1977    |
| Eugenio Bersellini   |         | 1977–1982    |
| Rino Marchesi        |         | 1982–1983    |
| Luigi Radice         |         | 1983–1984    |
| Ilario Castagner     |         | 1984–1986    |
| Mario Corso          |         | 1986         |
| Giovanni Trapattoni  |         | 1986–1991    |
| Corrado Orrico       |         | 1991         |
| Luis Suárez          |         | 1992         |
| Osvaldo Bagnoli      |         | 1992–1994    |
| Giampiero Marini     |         | 1994         |
| Ottavio Bianchi      |         | 1994–1995    |
| Luis Suárez          |         | 1995         |
| Roy Hodgson          |         | 1995–1997    |
| Luciano Castellini   |         | 1997         |
| Luigi Simoni         |         | 1997–1998    |
| Mircea Lucescu       |         | 1998–1999    |
| Luciano Castellini   |         | 1999         |
| Roy Hodgson          |         | 1999         |
| Marcello Lippi       |         | 1999–2000    |
| Marco Tardelli       |         | 2000–2001    |
| Héctor Cúper         |         | 2001–2003    |
| Corrado Verdelli     |         | 2003         |
| Alberto Zaccheroni   | Itàlia  | 2003–2004    |
| Roberto Mancini      |         | 2004–2008    |
| José Mourinho        |         | 2008–2010    |
| Rafael Benítez       |         | 2010         |
| Leonardo             |         | 2010–2011    |
| Gian Piero Gasperini |         | 2011         |
| Claudio Ranieri      |         | 2011–2012    |
| Andrea Stramaccioni  |         | 2012–2013    |
| Walter Mazzarri      |         | 2013–2014    |
| Roberto Mancini      |         | 2014–2016    |
| Frank de Boer        |         | 2016         |
| Stefano Vecchi       |         | 2016         |
| Stefano Pioli        |         | 2016–2017    |
| Stefano Vecchi       |         | 2017         |
| Luciano Spalletti    |         | 2017–2019    |
| Antonio Conte        |         | 2019–2021    |
| Simone Inzaghi       |         | 2021–present |

## Plantilla 2025-26
A 3 agost 2025
| N. | Pos. | Nac. | Jugador                   |
| -- | ---- | --- | ------------------------- |
| 1  | POR  | [[Fitxer:Flag of Switzerland.svg\|23x16px\|border \|alt=Suïssa\|link=Selecció de futbol de Suïssa\|{{#if:\|]]                                  | Yann Sommer               |
| 2  | DEF  | [[Fitxer:Flag of the Netherlands.svg\|23x15px\|border \|alt=Països Baixos\|link=Selecció de futbol dels Països Baixos\|{{#if:\|]]              | Denzel Dumfries           |
| 6  | DEF  | [[Fitxer:Flag of the Netherlands.svg\|23x15px\|border \|alt=Països Baixos\|link=Selecció de futbol dels Països Baixos\|{{#if:\|]]              | Stefan de Vrij            |
| 7  | MIG  | [[Fitxer:Flag of Poland.svg\|23x15px\|border \|alt=Polònia\|link=Selecció de futbol de Polònia\|{{#if:\|]]                                     | Piotr Zieliński           |
| 8  | MIG  | [[Fitxer:Flag of Croatia.svg\|23x15px\|border \|alt=Croàcia\|link=Selecció de futbol de Croàcia\|{{#if:\|]]                                    | Petar Sučić               |
| 9  | DAV  | [[Fitxer:Flag of France (1794–1815, 1830–1974).svg\|23x15px\|border \|alt=França\|link=Selecció de futbol de França\|{{#if:\|]]                | Marcus Thuram             |
| 10 | DAV  | [[Fitxer:Flag of Argentina.svg\|23x15px\|border \|alt=Argentina\|link=Selecció de futbol de l'Argentina\|{{#if:\|]]                            | Lautaro Martínez (capità) |
| 11 | MIG  | [[Fitxer:Flag of Brazil.svg\|23x15px\|border \|alt=Brasil\|link=Selecció de futbol del Brasil\|{{#if:\|]]                                      | Luis Henrique             |
| 12 | POR  | [[Fitxer:Flag of Italy.svg\|23x15px\|border \|alt=Itàlia\|link=Selecció de futbol d'Itàlia\|{{#if:\|]]                                         | Raffaele Di Gennaro       |
| 13 | POR  | [[Fitxer:Flag of the Valencian Community (2x3).svg\|23x15px\|border \|alt=País Valencià\|link=Selecció de futbol del País Valencià\|{{#if:\|]] | Josep Martínez            |
| 14 | DAV  | [[Fitxer:Flag of France (1794–1815, 1830–1974).svg\|23x15px\|border \|alt=França\|link=Selecció de futbol de França\|{{#if:\|]]                | Ange-Yoan Bonny           |
| 15 | DEF  | [[Fitxer:Flag of Italy.svg\|23x15px\|border \|alt=Itàlia\|link=Selecció de futbol d'Itàlia\|{{#if:\|]]                                         | Francesco Acerbi          |
| 16 | MIG  | [[Fitxer:Flag of Italy.svg\|23x15px\|border \|alt=Itàlia\|link=Selecció de futbol d'Itàlia\|{{#if:\|]]                                         | Davide Frattesi           |
| 20 | MIG  | [[Fitxer:Flag of Turkey.svg\|23x15px\|border \|alt=Turquia\|link=Selecció de futbol de Turquia\|{{#if:\|]]                                     | Hakan Çalhanoğlu          |

| N. | Pos. | Nac. | Jugador                    |
| -- | ---- | --- | -------------------------- |
| 21 | MIG  | [[Fitxer:Flag of Albania.svg\|23x15px\|border \|alt=Albània\|link=Selecció de futbol d'Albània\|{{#if:\|]]                      | Kristjan Asllani           |
| 22 | MIG  | [[Fitxer:Flag of Armenia.svg\|23x15px\|border \|alt=Armènia\|link=Selecció de futbol d'Armènia\|{{#if:\|]]                      | Henrikh Mkhitaryan         |
| 23 | MIG  | [[Fitxer:Flag of Italy.svg\|23x15px\|border \|alt=Itàlia\|link=Selecció de futbol d'Itàlia\|{{#if:\|]]                          | Nicolò Barella (2n capità) |
| 28 | DEF  | [[Fitxer:Flag of France (1794–1815, 1830–1974).svg\|23x15px\|border \|alt=França\|link=Selecció de futbol de França\|{{#if:\|]] | Benjamin Pavard            |
| 30 | DEF  | [[Fitxer:Flag of Brazil.svg\|23x15px\|border \|alt=Brasil\|link=Selecció de futbol del Brasil\|{{#if:\|]]                       | Carlos Augusto             |
| 31 | DEF  | [[Fitxer:Flag of Germany.svg\|23x15px\|border \|alt=Alemanya\|link=Selecció de futbol d'Alemanya\|{{#if:\|]]                    | Yann Bisseck               |
| 32 | DEF  | [[Fitxer:Flag of Italy.svg\|23x15px\|border \|alt=Itàlia\|link=Selecció de futbol d'Itàlia\|{{#if:\|]]                          | Federico Dimarco           |
| 36 | DEF  | [[Fitxer:Flag of Italy.svg\|23x15px\|border \|alt=Itàlia\|link=Selecció de futbol d'Itàlia\|{{#if:\|]]                          | Matteo Darmian             |
| 42 | DEF  | [[Fitxer:Flag of Argentina.svg\|23x15px\|border \|alt=Argentina\|link=Selecció de futbol de l'Argentina\|{{#if:\|]]             | Tomás Palacios             |
| 59 | MIG  | [[Fitxer:Flag of Poland.svg\|23x15px\|border \|alt=Polònia\|link=Selecció de futbol de Polònia\|{{#if:\|]]                      | Nicola Zalewski            |
| 70 | DAV  | [[Fitxer:Flag of Italy.svg\|23x15px\|border \|alt=Itàlia\|link=Selecció de futbol d'Itàlia\|{{#if:\|]]                          | Sebastiano Esposito        |
| 94 | DAV  | [[Fitxer:Flag of Italy.svg\|23x15px\|border \|alt=Itàlia\|link=Selecció de futbol d'Itàlia\|{{#if:\|]]                          | Pio Esposito               |
| 95 | DEF  | [[Fitxer:Flag of Italy.svg\|23x15px\|border \|alt=Itàlia\|link=Selecció de futbol d'Itàlia\|{{#if:\|]]                          | Alessandro Bastoni         |
| 99 | DAV  | [[Fitxer:Flag of Iran.svg\|23x15px\|border \|alt=Iran\|link=Selecció de futbol de l'Iran\|{{#if:\|]]                            | Mehdi Taremi               |

### Cedits a altres equips
A 6 agost 2025
| N. | Pos. | Nac. | Jugador                                                       |
| -- | ---- | --- | ------------------------------------------------------------- |
| —  | DEF  | [[Fitxer:Flag of Argentina.svg\|23x15px\|border \|alt=Argentina\|link=Selecció de futbol de l'Argentina\|{{#if:\|]] | Franco Carboni (a l'Empoli FC fins al 30 de juny de 2026)     |
| —  | DEF  | [[Fitxer:Flag of Italy.svg\|23x15px\|border \|alt=Itàlia\|link=Selecció de futbol d'Itàlia\|{{#if:\|]]              | Giacomo Stabile (a la Juve Stabia fins al 30 de juny de 2026) |
| —  | MIG  | [[Fitxer:Flag of Nigeria.svg\|23x15px\|border \|alt=Nigèria\|link=Selecció de futbol de Nigèria\|{{#if:\|]]         | Ebenezer Akinsanmiro (al Pisa fins al 30 de juny de 2026)     |
| —  | MIG  | [[Fitxer:Flag of Argentina.svg\|23x15px\|border \|alt=Argentina\|link=Selecció de futbol de l'Argentina\|{{#if:\|]] | Valentín Carboni (al Genoa CFC fins al 30 de juny de 2026)    |

| N. | Pos. | Nac. | Jugador                                                        |
| -- | ---- | --- | -------------------------------------------------------------- |
| —  | MIG  | [[Fitxer:Flag of Italy.svg\|23x15px\|border \|alt=Itàlia\|link=Selecció de futbol d'Itàlia\|{{#if:\|]]            | Luca Di Maggio (al Calcio Padova fins al 30 de juny de 2026)   |
| —  | MIG  | [[Fitxer:Flag of Venezuela.svg\|23x15px\|border \|alt=Veneçuela\|link=Selecció de futbol de Veneçuela\|{{#if:\|]] | Daniele Quieto (al Latina fins al 30 de juny de 2026)          |
| —  | DAV  | [[Fitxer:Flag of Italy.svg\|23x15px\|border \|alt=Itàlia\|link=Selecció de futbol d'Itàlia\|{{#if:\|]]            | Giacomo De Pieri (a la Juve Stabia fins al 30 de juny de 2026) |

## Jugadors històrics destacats
Categoria principal: Futbolistes de l'Inter de Milà
| Anys 1910 - Ermanno Aebi - Giuseppe Fossati - Virgilio Fossati Anys 1920 - Luigi Cevenini Anys 1930 - Giuseppe Meazza - Giovanni Ferrari - Luigi Allemandi - Ugo Locatelli - Annibale Frossi - Attilio Demaria - Héctor Scarone - Ernesto Mascheroni Anys 1940 - Camillo Achilli Anys 1950 - Benito Lorenzi - Giorgio Ghezzi - Lorenzo Buffon - Gino Armano - Istvan Nyers - Faas Wilkes - Lennart Skoglund - Antonio Valentin Angelillo | Anys 1960 - Armando Picchi - Mario Corso - Giacinto Facchetti - Sandro Mazzola - Tarcisio Burgnich - Gianfranco Bedin - Aristide Guarneri - Angelo Domenghini - Giuliano Sarti - Luis Suárez - Joaquín Peiró - Jair da Costa Anys 1970 - Roberto Boninsegna - Lido Vieri - Mauro Bellugi - Ivano Bordon - Gabriele Oriali - Giampiero Marini | Anys 1980 - Alessandro Altobelli - Graziano Bini - Giuseppe Baresi - Evaristo Beccalossi - Riccardo Ferri - Walter Zenga - Aldo Serena - Marco Tardelli - Karl-Heinz Rummenigge - Liam Brady - Daniel Passarella - Vincenzo Scifo - Herbert Prohaska Anys 1990 - Andreas Brehme - Jürgen Klinsmann - Lothar Matthäus - Diego Simeone - Roberto Baggio - Giuseppe Bergomi - Nicola Berti - Gianluca Pagliuca - Andrea Pirlo - Ruben Sosa - Dennis Bergkamp - Aron Winter - Iván Zamorano - Roberto Carlos - Ronaldo - Paul Ince - Laurent Blanc - Youri Djorkaeff - Jocelyn Angloma | Anys 2000 - Hernan Crespo - Juan Sebastián Verón - Javier Zanetti - Esteban Cambiasso - Fabio Cannavaro - Francesco Toldo - Christian Vieri - Sérgio Conceição - Luis Figo - Ivan Cordoba - Emre Belözoğlu - Zlatan Ibrahimovic - Obafemi Martins - Alvaro Recoba - Clarence Seedorf - Adriano - Sinisa Mihajlovic - Dejan Stankovic - David Pizarro |